# اوکلند (نزدیک آتن)، شهرستان لایمستون، آلاباما
اوکلند (به انگلیسی: Oakland) یک منطقهٔ مسکونی در ایالات متحده آمریکا است که در شهرستان لایمستون، آلاباما واقع شده‌است. اوکلند ۲۲۴٫۹۵ متر بالاتر از سطح دریا واقع شده‌است.